# 小林西高等学校
小林西高等学校（こばやしにしこうとうがっこう）は、宮崎県小林市細野にある私立高等学校。学校法人高千穂学園が運営している。

## 設置学科

### 全日制
- ビジネス総合科
  - ビジネスコース
  - 美容コース
- 調理科
- 普通科
  - 特別進学コース
  - 公務員コース

### 通信制課程
- 普通科

## 校訓
1. 実力の錬磨
2. 道徳心の涵養
3. 自主性の養成

## 沿革
- 1953年 - 小林高等経理学校として創立。
- 1966年 - 小林西高等学校に校名を改称。
- 1970年 - 普通科の生徒募集を停止。
- 1975年 - 建設工業科を設置。
- 1978年 - 定時制衛生看護科を設置。
- 1982年 - 建設工業科を建築科に科名変更。
- 1984年 - 調理科を設置。
- 1987年 - 普通科を設置。
- 1988年 - 建築科の生徒募集を停止。
- 1990年 - 事務科の生徒募集を停止。
- 1993年 - 野球部が第75回全国高等学校野球選手権大会に出場。初出場ながら準々決勝（ベスト8）まで進出する。
- 2011年 - 5月初旬に学校内の寮で髄膜炎の集団感染が発生し、生徒に死者が出る事態となる[1]。
- 2021年 - 定時制衛生看護科の募集を停止。
- 2023年 - 通信制課程を設置[2]。
- 2025年3月31日 - 衛生看護科を廃止[3]。

## 部活動
運動部
- ★硬式野球部 - 全国高等学校野球選手権大会 1回出場（ベスト8 / 1993年〈第75回〉）
- ★男子バレーボール部 - 春の高校バレー 2回出場、高校総体 1回出場
- ★女子バレーボール部 - 春の高校バレー 1回出場（ベスト8 / 1976年）、高校総体 5回出場
- ★女子ソフトボール部 - 選抜大会 5回出場、高校総体 3回出場（準優勝 / 2012年）
- ★女子柔道部 - 全国高校総体 団体3回、個人10大会出場、全国高等学校柔道選手権大会団体2回出場、個人9大会出場、世界選手権出場（57kg級）、グランドスラム東京出場（57kg級）、全日本Jr.出場（44kg級）、全日本カデ出場（44kg級）
- ★弓道部
- サッカー部

文化部
- ★吹奏楽部
- e-スポーツ部

★は強化指定部

## 著名な出身者
- 笹山洋一（プロ野球・元中日ドラゴンズ選手）
- 榎田大樹（プロ野球・埼玉西武ライオンズ選手）
- 坂下天章（社会人野球・元新日本製鐵広畑選手）
- 黒木啓司（EXILE）
- 村田詩歩（女子野球選手）